# Каундінья II
Каундінья II — перший відомий володар Фунанського королівства. У китайських джерелах згадується як Цзяо Чжен-Ю (кит.: 僑陳如). Фунанське королівство існувало з середини першого століття. Каудінья правив у 400-430-х роках. Він був виходцем з Індії. Каудінья просував у суспільстві індійські закони та звичаї, під час його правління в суспільстві став посилюватися вплив індуїзму. За народною легендою дружина Каудіньї була нагом (міфічною істотою — напівлюдиною-напівзмією).